# می‌بوسمت و اشک
می‌بوسمت و اشک عنوان نمایشنامه‌ای نوشته محمد چرمشیر است، که متن آن را بر اساس کتاب نامه‌های واتسلاوهاول به اولگا بازنویسی کرده است.
می‌بوسمت و اشک به کارگردانی محمد عاقبتی در فستیوال جهانی «دیس بادن» آلمان و ایران به‌روی صحنه رفته است، و نمایش برگزیده بیست و دومین جشنواره بین‌المللی تئاتر فجر شده است.